# Ike Barinholtz
Isaac "Ike" Barinholtz (Chicago, 18 de fevereiro de 1977) é um ator, comediante e escritor norte-americano, Foi membro em MAD de 2002 á 2007. Eastbound & Down (2012) e é conhecido atualmente por seu papel como Morgan Tookers em The Mindy Project (2012-2017), além do policial Griggs em Esquadrão Suicida. 

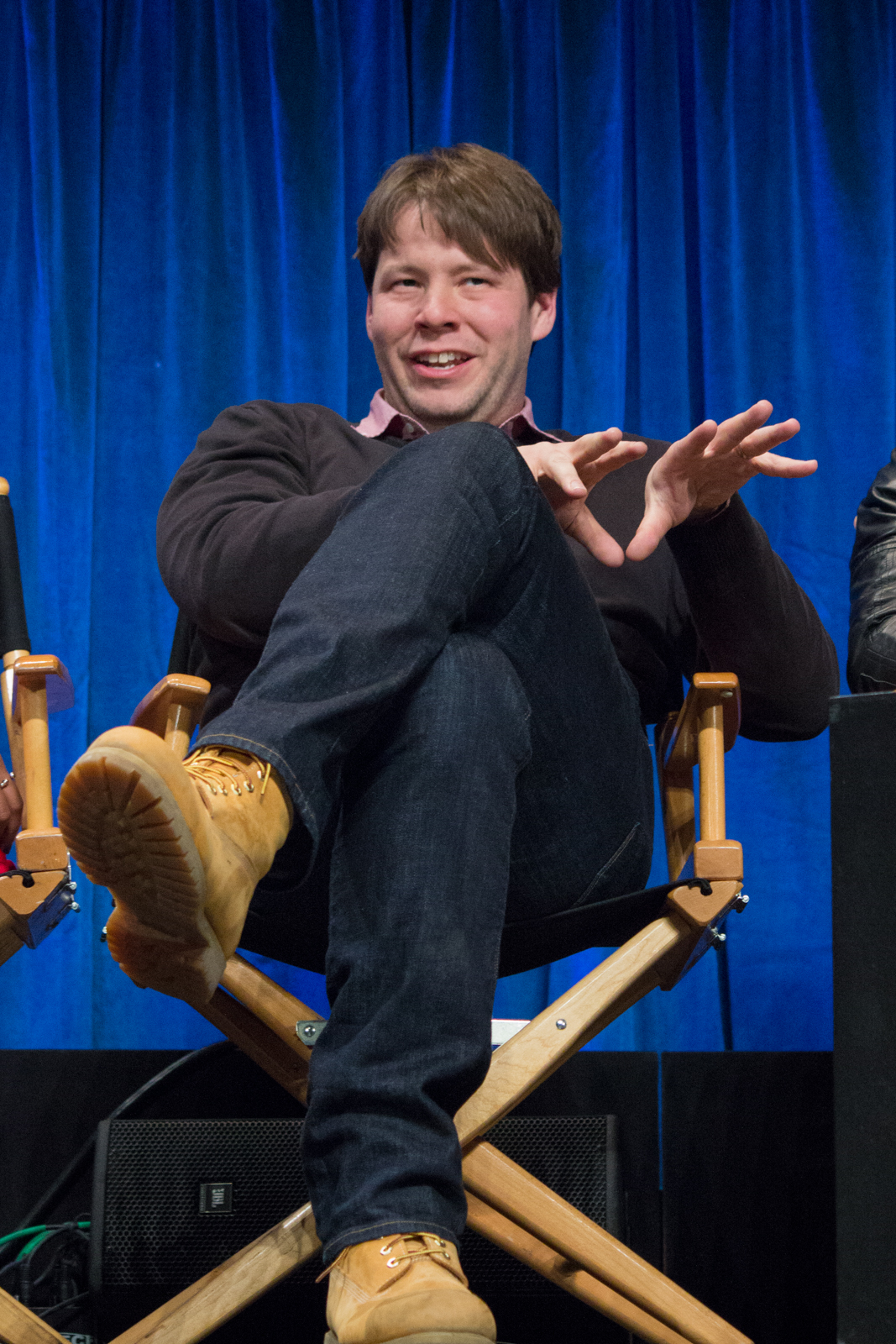
Ike Barinholtz, em 2013